# Éamon de Valera
Pour les articles homonymes, voir Valera.
Éamon de Valera (prononcé en anglais /ˈeɪmən dɛ vəˈlɛəɹə/ ; en irlandais : /ˈeːmˠən̻ˠ dʲɛ ˈvˠalʲəɾʲə/, né George de Valera le 14 octobre 1882 à New York (État de New York) – mort le 29 août 1975 à Dublin (comté de Dublin) est un homme d'État irlandais, considéré comme le père de la nation libre d'Irlande. Il a participé à l'Insurrection de Pâques 1916 à Dublin et à la guerre d'indépendance irlandaise de 1919 à 1921. Chef de l'opposition républicaine durant la guerre civile irlandaise de 1922 à 1923, il est chef du gouvernement irlandais (président du Conseil exécutif de l'État libre d'Irlande puis Premier ministre) à trois reprises durant plus de 21 ans entre 1932 et 1959, avant de devenir le troisième président de l'Irlande du 25 juin 1959 au 24 juin 1973.
Reconnu pour sa lutte décisive pour l'indépendance de l'Irlande vis-à-vis du Royaume-Uni au début du XXe siècle et comme le chef de l'opposition républicaine durant la guerre civile irlandaise, admiré et détesté d'une manière équivalente, de Valera est considéré comme l'Irlandais le plus influent du XXe siècle.

## Chef des nationalistes irlandais
Fils d'un artiste espagnol né en 1853 au Pays basque,, Juan Vivión de Valera, et d'une mère irlandaise, Catherine Coll, originaire de Bruree dans le comté de Limerick, tous deux immigrés aux États-Unis, le jeune George né à New York, alors âgé de 2 ans, est envoyé en Irlande chez ses grands-parents maternels, des paysans pauvres, après la mort de son père.
Devenu professeur de mathématiques, il joue au rugby et cultive l'amour de la langue irlandaise (le gaélique). Il est l'un des chefs de l'insurrection de Pâques 1916 ; sa nationalité américaine lui permet d'échapper à l'exécution et il se retrouve déporté dans les prisons de Dartmoor, Maidstone et Lewes en Grande Bretagne. Libéré en 1917, il est de nouveau emprisonné en mai 1918.
Fin 1918, il est élu comme l'un des 73 députés du Sinn Féin dont beaucoup étaient prisonniers. Ces députés, représentant plus de 70 % des députés irlandais, décident de se proclamer en janvier 1919 membres du Parlement irlandais, le Dáil Éireann, lequel élit comme président du parlement Cathal Brugha. Avec l'aide de son compagnon d'armes Michael Collins, De Valera s'évade en février 1919 de sa prison de Lincoln, et est élu en avril nouveau président du Dáil.
Il tente de faire reconnaître sa légitimité et celle du Dáil en voyageant hors du pays et en particulier aux États-Unis de juin à décembre 1919 avec des résultats mitigés. Il rencontre 50 000 personnes au Fenway Park à Boston. Il rencontre et recrute aussi durant ce voyage Kathleen O'Connell, qui sera sa secrétaire personnelle jusqu'en 1954.
Début 1919, et plus encore à compter de l'été, les violences politiques se développent. C'est le début de la guerre d'indépendance irlandaise.
Le Dáil Éireann est déclaré illégal par le gouvernement britannique en septembre 1919.
En juin 1921, De Valera accepte un cessez-le-feu avec les Britanniques et désigne un groupe de négociateurs. En août 1921, il fait modifier la Constitution pour se faire nommer président de la République irlandaise.

## Opposant au traité de partition
La guerre se termine par la signature et la ratification du traité anglo-irlandais par le Parlement et par référendum. Il consacre la partition de l'Irlande, l'abandon de la république au profit d'une monarchie (dont le chef d'État, dépourvu de pouvoir, est le souverain britannique) et une prestation de serment de fidélité des députés du Dáil à la couronne britannique.
De Valera rompt alors avec ses anciens compagnons de lutte Michael Collins et Arthur Griffith qui ont négocié ce traité et formé l'État libre d'Irlande. Il déclare à cette occasion qu'il est « prêt à marcher dans leur sang ».
La guerre civile irlandaise commence par des escarmouches à Dublin. Le gouvernement de l'État libre est alors sommé par Churchill de réagir sous peine d'une invasion britannique. La guerre est gagnée par les pro-traité, équipés par les Britanniques, et de Valera est renvoyé en prison en 1923. Il y reste jusqu'en 1924.
En 1926, il défend devant la direction de Sinn Féin la renonciation à la lutte armée et la participation des républicains aux élections, alors que son parti penche majoritairement pour l'abstention. Mis en minorité, il fait scission avec ses partisans et fonde le Fianna Fáil. En 1927, le Fianna Fáil perd de justesse les élections.

## Chef du gouvernement puis président de l'Irlande
En mars 1932, après la victoire de son parti aux élections législatives, de Valera est élu président du Conseil exécutif puis chef du gouvernement (Taoiseach) en 1937. Il est à la tête de six gouvernements, jusqu'en février 1948.
Lors de son premier mandat (1932-1937), il remet en cause la majorité des clauses du traité de 1921 : disparition du serment prêté à la Couronne, refus du remboursement des terres redistribuées à la suite de la réforme agraire menée par les Britanniques dans les années 1890-1900 et, en 1936, suppression du statut de chef d'État pour le souverain britannique, remplacé par un président. La division de l'Irlande ne peut cependant pas être remise en cause et les dernières bases navales britanniques sur les côtes irlandaises ne seront restituées que dans les années 1940. Ces remises en cause provoqueront une crise de plusieurs années, ainsi que des conflits douaniers, avant que le Royaume-Uni n'accepte finalement ces évolutions.
En 1937, il soumet le projet de constitution républicaine. En 1938, il est élu à la présidence de l'Assemblée générale de la Société des Nations. Il parvient à tenir l'Irlande à l'écart de la Seconde Guerre mondiale.
En avril 1945, à la mort d'Adolf Hitler, il présente ses condoléances à Eduard Hempel (en), ambassadeur d'Allemagne à Dublin, comme le fait également Douglas Hyde, alors président de l'Irlande,.
Il dirige à nouveau le gouvernement de juin 1951 à juin 1954. En mars 1957, il conduit son parti à la victoire, ce qui lui permet de revenir au pouvoir. En 1959, il est élu président d'Irlande contre le général Seán Mac Eoin, candidat du Fine Gael. En 1966, il gagne à nouveau contre le candidat du Fine Gael, cette fois-ci Tom O'Higgins. Il est alors presque aveugle. Il se retire finalement du pouvoir en juin 1973, avant de mourir deux ans plus tard à Dublin.
De Valera, qui était un catholique fervent, a été récompensé pour ses services rendus à l'Église en étant nommé membre de l'ordre du Christ par Jean XXIII.